# Cyphophoenix nucele
Cyphophoenix nucele es una especie de palma del género Cyphophoenix originaria de Nueva Caledonia, y es endémica de la isla Lifou (una de las islas de la Lealtad), tiene una distribución geográfica muy reducida y está en peligro de extinción. 

## Descripción
Es monocaule, con un tallo delgado que puede llegar a 15 metros de altura sin sobrepasar los 18 cm de diámetro, presenta anillos  blanquecinos, además de un capitel tomentoso, frutos rojos.

## Taxonomía
Cyphophoenix nucele fue descrita por  Harold Emery Moore y publicado en Allertonia 3: 5. 1984.
Etimología
Cyphophoenix: nombre genérico compuesto por las palabras kyphos = "joroba", "encorvada", y phoenix = un nombre general para una palmera, quizás en referencia a la terminal prominente estigmática que se mantiene en la fruta.
nucele: epíteto